# Округ Декејтур (Индијана)
Округ Декејтур (енгл. Decatur County) је округ у америчкој савезној држави Индијана.

## Демографија
По попису из 2010. године број становника је 25.740, што је 1.185 (4,8%) становника више него 2000. године.
| Група             | 2000.          | 2010.          |
| Белци             | 24.092 (98,1%) | 24.796 (96,3%) |
| Афроамериканци    | 12 (0,0%)      | 82 (0,3%)      |
| Азијати           | 177 (0,7%)     | 186 (0,7%)     |
| Хиспаноамериканци | 132 (0,5%)     | 426 (1,7%)     |
| Укупно            | 24.555         | 25.740         |